# 羅馬劇場 (美因茨)

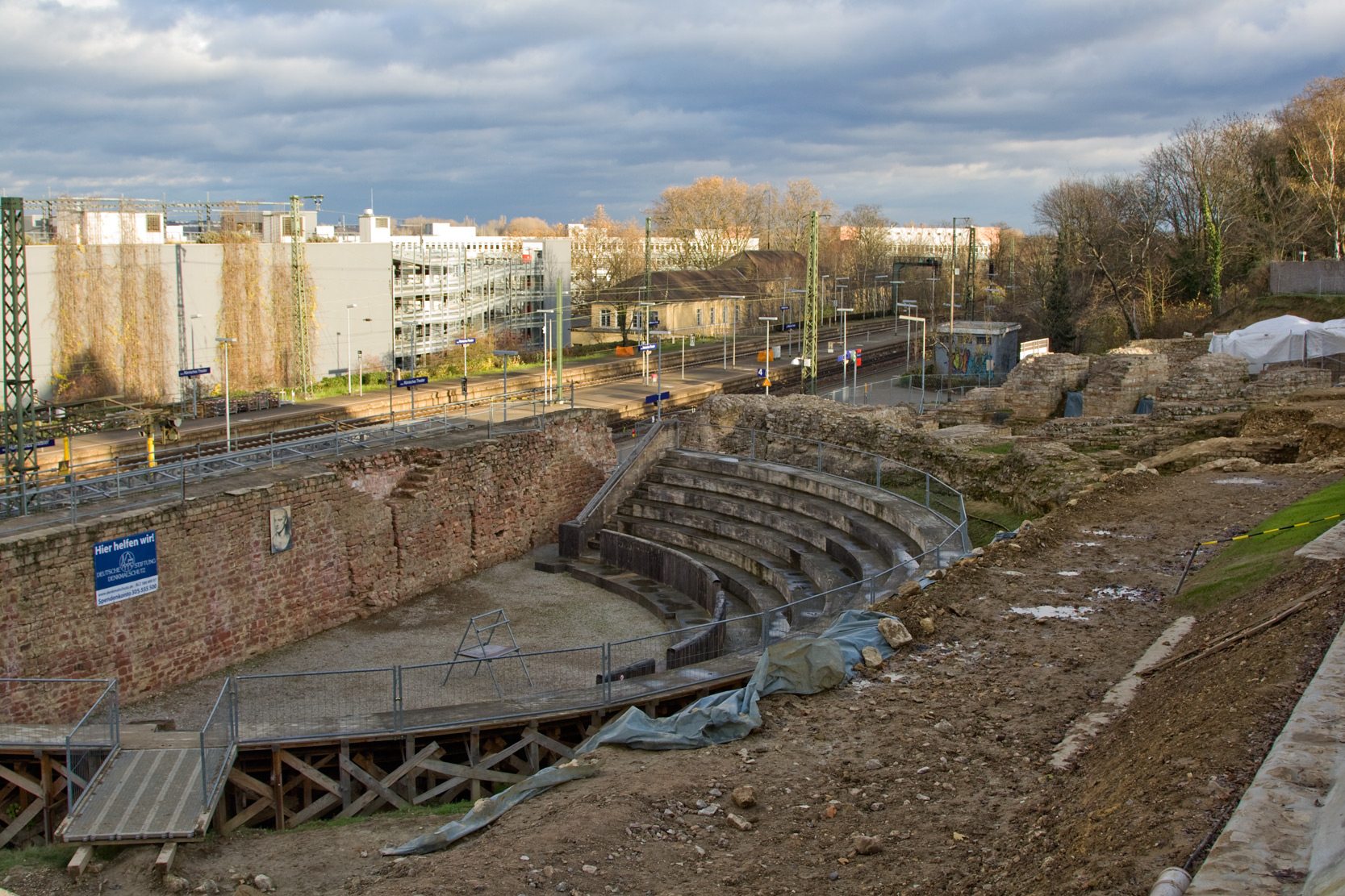
羅馬劇場

羅馬劇場是位於德國萊茵蘭-普法茲的一座古羅馬劇場遺跡。這座劇場是阿爾卑斯山以北最大的古羅馬劇場遺跡，直徑達116公尺，舞台寬度有42公尺，可以容納約1萬人觀眾。17世紀修建美因茨堡壘時，羅馬劇場被夷為平地。

## 外部連結
- www.theatrum.de （页面存档备份，存于） - Projekt zu antiken Theatern, Römisches Theater Mainz
- Direktion Archäologie Mainz （页面存档备份，存于） - Römisches Theater Mainz
- www.roemisches-mainz.de （页面存档备份，存于）
- Further information and images of the Römische Bühnentheater （页面存档备份，存于） at Monumente Online （页面存档备份，存于）

49°59′35″N 8°16′41″E / 49.99306°N 8.27806°E